# حمام خرانق
حمام روستای خرانق تا آنجا که از اهالی و منابع به ما می‌رسد به دوره قاجار می‌رسد. این حمام دارای دو بخش حمام کوچک و حمام بزرگ است که هر دوی این حمام‌ها تمام اجزای حمام کامل ایرانی را دارند.

## کاربری
کاربری حمام کوچک مخصوص زنان بوده و حمام بزرگ از صبح تا شب در اختیار بانوان و از شب تا صبح در اختیار آقایان است.

## تغییر کاربری حمام
این حمام در اواخر دورهٔ پهلوی تبدیل به حمام نمره می‌شود. یعنی کاشی می‌شود و خزانه آن تعطیل می‌گردد.

## تأمین آب حمام
آب حمام از آب قنات تأمین می‌گردد و در ورودی آب دارد که یکی به سربینه وارد می‌گردد و دیگری به خزینه و تون سربینه وارد می‌گردد.

## بخش‌های حمام
حمام دارای بخش‌های ورودی، هشتی، سربینه، میاندر، بینه، خزینه، تون، گرمخانه و گلخن می‌باشد که امروزه غیرفعال است. در هشتی ورودی سربینه حوض آب سرد وجود دارد. خروجی‌های آب فاضلاب حمام در بخش‌های نظافت خانه به چاه وارد می‌شود و آب نیز به آسیاب می‌رفته است.

## تاریخ برداشت و مرمت حمام
نخستین بار برداشت اولیه حمام توسط دانشجویان دانشگاه شهید بهشتی انجام شد و برداشت ثانویه توسط گروه مرمتی شرکت نشر فضا زیر نظر وزارت علوم، تحقیقات و فناوری اقدام به برداشت فنی و دقیق این حمام شده که در دنباله این برداشت اقدام به آوار برداری از سربینه و بینه شد و مسیرهای آبی ورودی و خروجی حمام شناسایی گشت که این اقدامات به علت متوقف شدن پروژه به سرانجام نرسید.